# Ozuna/Auszeichnungen für Musikverkäufe

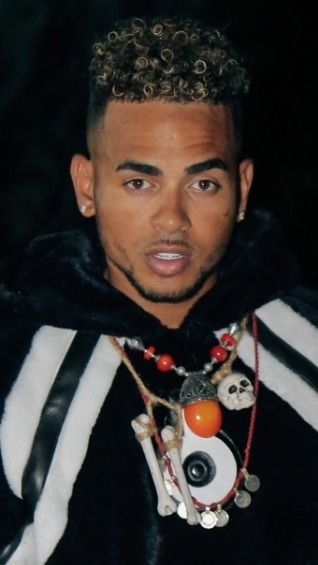
Ozuna (2019)

Dies ist eine Übersicht über die Auszeichnungen für Musikverkäufe des puerto-ricanischen Reggaeton-Sängers Ozuna. Die Auszeichnungen finden sich nach ihrer Art (Gold, Platin usw.), nach Staaten getrennt in chronologischer Reihenfolge, geordnet sowie nach den Tonträgern selbst, ebenfalls in chronologischer Reihenfolge, getrennt nach Medium (Alben, Singles usw.), wieder.

## Auszeichnungen
| - Argentinien - 2017: für die Single La rompe corazones - 2018: für die Single Me niego - 2020: für die Single Caramelo - Brasilien - 2024: für die Single Ahora dice - Chile - 2018: für die Single Me niego - 2019: für die Single Te robaré - 2021: für die Single Illuminati (Remix) - 2023: für die Single Monotonía - Deutschland - 2022: für die Single Mamacita - Frankreich - 2019: für die Single China - 2022: für die Single SG - 2022: für die Single Te robaré - 2022: für die Single Yo × ti, tú × mí - 2023: für die Single Mirage - Italien - 2017: für die Single Ahora dice - 2017: für die Single La rompe corazones - 2018: für die Single Tu foto - 2018: für die Single Que va - 2019: für das Lied Devuelveme - 2019: für die Single Solita - 2019: für die Single Única - 2019: für das Lied Ibiza - 2019: für die Single Imposible - 2020: für die Single Adicto - 2021: für das Album Enoc - 2021: für das Lied Sobredosis - 2023: für die Single Monotonía - 2023: für die Single Hey mor - 2024: für das Lied Una Locura - Kanada - 2024: für die Single Monotonía - Kolumbien - 2018: für die Single Me niego - Mexiko - 2019: für das Album Nibiru - 2020: für die Single Dispuesto - 2021: für die Single Callao - 2022: für die Single No se da cuenta - 2024: für das Album OzuTochi - 2024: für die Single Te robaré - Österreich - 2021: für die Single Mamacita - Portugal - 2019: für die Single Te robaré - 2020: für die Single Imposible - 2020: für die Single Yo × ti, tú × mí - 2021: für die Single Del mar - 2022: für die Single Adicto - Schweiz - 2019: für die Single Te robaré - Spanien - 2017: für das Album Odisea - 2018: für das Album Aura - 2018: für das Lied Me dijeron - 2019: für die Single Fantasia - 2021: für das Lied Nena Buena - 2021: für die Single Tiempo - 2023: für das Album Los dioses - 2024: für die Single A correr los lakers (Remix) - 2024: für die Single Amor genuino - 2024: für die Single Balenciaga - 2024: für die Single Cambio - 2024: für die Single El desorden - 2024: für die Single Emojis de corazones - 2024: für die Single Enemigos Ocultos - 2024: für die Single La copa - 2024: für die Single La fórmula - 2024: für die Single Me ama me odia - 2024: für die Single Me reclama - 2024: für die Single No quiere enamorarse - 2024: für die Single No se da cuenta - 2024: für die Single Señor juez - 2024: für die Single Soldado y profeta - 2024: für die Single Te vas - 2024: für das Lied Egoista - 2024: für das Lied Los dioses - 2024: für das Lied Supuestamente - 2024: für die Single Te mentí - 2024: für das Lied Coméntale - 2024: für die Single Si no te quiere - 2024: für die Single Vocation - 2024: für die Single Lollipop (Remix) - 2024: für die Single Tengo un plan - 2024: für die Single Mi niña - Vereinigte Staaten - 2018: für die Single Pa mi (Latin) - 2019: für die Single Choka Choka (Latin) - 2019: für die Single Ella y yo (Remix) (Latin) - 2019: für die Single Confia (Remix) (Latin) - 2019: für die Single China (Latin) - 2021: für die Single Odisea (Latin) - 2022: für das Lied Quizás (Latin) - 2022: für die Single Hey Shorty (Remix) (Latin) - 2024: für die Single Lollipop (Remix) (Latin) - Zentralamerika - 2022: für die Single Mamacita | - Belgien - 2019: für die Single Taki Taki - 2020: für die Single Mamacita - Brasilien - 2019: für die Single Imposible - 2021: für die Single Te robaré - 2024: für die Single SG - 2024: für die Single Adicto - Chile - 2017: für die Single Ahora dice - Dänemark - 2020: für die Single Taki Taki - Frankreich - 2019: für die Single Baila baila baila - 2024: für die Single Criminal - Italien - 2018: für die Single Escápate conmigo - 2018: für die Single Me niego - 2018: für das Lied Síguelo bailando - 2019: für die Single Se preparó - 2019: für die Single Te robaré - 2021: für die Single Fuego del calor - 2022: für das Album Aura - 2022: für das Album Odisea - 2023: für die Single Del mar - 2024: für die Single Dile que tu me quieres - 2024: für die Single Yo × ti, tú × mí - Mexiko - 2021: für die Single Quisiera alejarme - 2021: für die Single Fantasia - 2021: für die Single Hasta que salga el sol - 2021: für die Single Te soñé de nuevo - 2021: für die Single Amor genuino - Österreich - 2023: für die Single Taki Taki - Portugal - 2020: für die Single China - 2020: für die Single Mamacita - 2022: für die Single Imposible - 2023: für die Single Monotonía - Schweiz - 2020: für die Single Mamacita - 2020: für die Single Yo × ti, tú × mí - Spanien - 2016: für die Single Dile que tu me quieres - 2018: für das Album Enoc - 2018: für die Single Única - 2018: für das Lied Devuélveme - 2019: für die Single Esclavo de tus besos - 2019: für die Single Te soñé de nuevo - 2019: für die Single Si te vas - 2019: für die Single Hasta que salga el sol - 2020: für die Single Mamacita - 2020: für das Lied Antes - 2023: für das Lied Eva Longoria - 2024: für die Single Bipolar - 2024: für die Single La modelo - 2024: für die Single La cama (Remix) - 2024: für die Single Luz apaga - 2024: für das Lied Brindemos - 2024: für das Lied Quiero repetir - 2024: für die Single Guay - 2024: für die Single La ocasión - 2024: für die Single Bad Boy - 2025: für das Lied Pa ti estoy - Vereinigte Staaten - 2018: für die Single Karma (Latin) - 2019: für die Single Si te dejas llevar (Latin) - 2019: für die Single Soy peor (Remix) (Latin) - 2019: für die Single Esclavo de tus besos (Latin) - 2019: für die Single Baila baila baila - 2020: für die Single Adicto - 2021: für die Single Travesuras (Remix) (Latin) - 2022: für die Single Emojis de corazones (Latin) - 2022: für die Single A mi manera (Remix) (Latin) - 2022: für die Single Yo × ti, tú × mí - 2022: für die Single Santo (Latin) - 2022: für die Single Nos comemos (Latin) - 2023: für die Single Mamacita - Vereinigtes Königreich - 2019: für die Single Taki Taki - Zentralamerika - 2023: für die Single Hey mor - Mexiko - 2020: für die Single El amante - 2022: für die Single Del mar - 2022: für das Album Enoc - 2024: für die Single Yo × ti, tú × mí - 2024: für die Single Me niego - 2025: für das Lied Sobredosis - Australien - 2020: für die Single Taki Taki - Brasilien - 2023: für die Single Monotonía - Italien - 2019: für die Single Taki Taki - 2019: für die Single Criminal - 2021: für die Single China - 2021: für die Single Caramelo - 2023: für die Single Mirage - 2024: für die Single El farsante - 2024: für die Single Vaina loca - Kanada - 2020: für die Single Mamacita - Neuseeland - 2023: für die Single Taki Taki - Norwegen - 2021: für die Single Taki Taki - Polen - 2021: für die Single Mamacita - Spanien - 2017: für die Single Tu foto - 2017: für die Single Que va - 2019: für die Single Aventura - 2021: für die Single Travesuras (Remix) - 2024: für die Single Solita - 2024: für die Single Nos comemos - 2024: für das Lied Eva Longoria - 2024: für das Lied Sobredosis - 2024: für die Single Caramelo (Remix) - 2024: für die Single Te boté (Remix) - 2024: für die Single Diles (Remix) - 2025: für die Single X (Remix) - 2025: für die Single Baila baila baila (Remix) - Vereinigte Staaten - 2017: für die Single Te fuiste (Latin) - 2020: für die Single Simple (Latin) - 2021: für die Single No Quiero Amores (Latin) - 2022: für die Single No me acostumbro (Remix) (Latin) - Venezuela - 2017: für die Single Hello - Zentralamerika - 2023: für die Single Caramelo (Remix) - Mexiko - 2020: für die Single China - 2021: für die Single Despeinada - 2023: für die Single Mamacita | - Ecuador - 2017: für die Single Hello - Italien - 2021: für die Single Mamacita - 2021: für die Single Baila baila baila - Mexiko - 2021: für die Single Caramelo (Remix) - 2024: für die Single Escápate conmigo - Peru - 2017: für die Single Hello - Polen - 2021: für die Single Taki Taki - Portugal - 2022: für die Single Taki Taki - Spanien - 2017: für die Single La rompe corazones - 2017: für die Single Bonita (Remix) - 2023: für die Single Del mar - 2024: für die Single Otro trago (Remix) - 2024: für die Single Imposible - 2024: für die Single Te robaré - 2024: für das Lied Ibiza - 2024: für das Lied Una Locura - Vereinigte Staaten - 2018: für die Single La fórmula (Latin) - 2022: für die Single Callao (Latin) - Zentralamerika - 2023: für die Single Despeinada - 2023: für die Single Caramelo - Mexiko - 2019: für die Single Taki Taki - 2020: für die Single Baila baila baila - Mexiko - 2020: für die Single Adicto - 2022: für die Single Caramelo - 2025: für die Single Monotonía - 2025: für die Single Esclavo de tus besos - Spanien - 2017: für die Single Ahora dice - 2017: für die Single Escápate conmigo - 2020: für die Single Caramelo - 2024: für die Single Adicto - 2024: für die Single Monotonía - 2024: für die Single Despeinada - 2024: für das Lied Síguelo bailando - 2024: für die Single Taki Taki - Vereinigte Staaten - 2018: für die Single Diles (Remix) (Latin) - 2018: für das Lied Egoista (Latin) - 2018: für das Lied Una flor (Latin) - 2019: für die Single Asesina (Remix) (Latin) - 2020: für die Single Taki Taki - 2020: für die Single Me ama me odia (Latin) - 2024: für die Single La ocasión (Remix) (Latin) - Kolumbien - 2017: für die Single Hello - Spanien - 2019: für die Single Baila baila baila - 2020: für die Single Yo × ti, tú × mí - 2024: für die Single El farsante - 2024: für die Single Criminal - 2024: für die Single Se preparó - 2024: für die Single Me niego - Vereinigte Staaten - 2022: für das Album Nibiru (Latin) - Kanada - 2023: für die Single Taki Taki - Spanien - 2024: für die Single Vaina loca - Spanien - 2024: für die Single Hey mor - Vereinigte Staaten - 2019: für das Lied Brindemos (Latin) - 2022: für das Album Enoc (Latin) - Spanien - 2024: für die Single China - Vereinigte Staaten - 2018: für die Single Tu foto (Latin) - 2023: für die Single Si te vas (Latin) - Vereinigte Staaten - 2018: für die Single Dile que tu me quieres (Latin) - Indien - 2019: für die Single Taki Taki - Vereinigte Staaten - 2018: für das Lied Síguelo bailando (Latin) - Vereinigte Staaten - 2018: für die Single Criminal (Latin) - Vereinigte Staaten - 2025: für die Single Monotonía (Latin) - Vereinigte Staaten - 2024: für die Single La ocasión (Latin) - Vereinigte Staaten - 2018: für die Single Se preparó (Latin) - 2020: für die Single Me niego (Latin) - Vereinigte Staaten - 2022: für das Album Aura (Latin) - Vereinigte Staaten - 2022: für das Album Odisea (Latin) - Vereinigte Staaten - 2024: für die Single Solita (Latin) - Vereinigte Staaten - 2025: für die Single Te boté (Remix) - Chile - 2020: für die Single Adicto - Frankreich - 2019: für die Single Taki Taki - 2021: für die Single Mamacita - 2023: für die Single Del mar - Mexiko - 2020: für die Single China - 2020: für die Single El amante - 2022: für das Lied Una Locura - 2022: für die Single Caramelo - 2024: für die Single Yo × ti, tú × mí - 2024: für die Single Te robaré - 2025: für das Lied Sobredosis - Zentralamerika - 2023: für das Lied Una Locura - Mexiko - 2022: für die Single Escápate conmigo - 2024: für die Single Me niego - Brasilien - 2024: für die Single Taki Taki |

## Auszeichnungen nach Alben

### Odisea
| Land/Region               | Auszeichnungen für Musikverkäufe (Land/Region, Auszeichnung, Verkäufe) | Verkäufe  |
| ------------------------- | ---------------------------------------------------------------------- | --------- |
| Italien (FIMI)            | Platin                                                                 | 50.000    |
| Spanien (Promusicae)      | Gold                                                                   | 20.000    |
| Vereinigte Staaten (RIAA) | 28× Platin                                                             | 1.680.000 |
| Insgesamt                 | 1× Gold · 9× Platin · 2× Diamant ·                                     | 1.750.000 |

### Aura
| Land/Region               | Auszeichnungen für Musikverkäufe (Land/Region, Auszeichnung, Verkäufe) | Verkäufe  |
| ------------------------- | ---------------------------------------------------------------------- | --------- |
| Italien (FIMI)            | Platin                                                                 | 50.000    |
| Spanien (Promusicae)      | Gold                                                                   | 20.000    |
| Vereinigte Staaten (RIAA) | 23× Platin                                                             | 1.380.000 |
| Insgesamt                 | 1× Gold · 4× Platin · 2× Diamant ·                                     | 1.450.000 |

### Nibiru
| Land/Region               | Auszeichnungen für Musikverkäufe (Land/Region, Auszeichnung, Verkäufe) | Verkäufe |
| ------------------------- | ---------------------------------------------------------------------- | -------- |
| Mexiko (AMPROFON)         | Gold                                                                   | 30.000   |
| Vereinigte Staaten (RIAA) | 5× Platin                                                              | 300.000  |
| Insgesamt                 | 1× Gold · 5× Platin ·                                                  | 330.000  |

### Enoc
| Land/Region               | Auszeichnungen für Musikverkäufe (Land/Region, Auszeichnung, Verkäufe) | Verkäufe |
| ------------------------- | ---------------------------------------------------------------------- | -------- |
| Italien (FIMI)            | Gold                                                                   | 25.000   |
| Mexiko (AMPROFON)         | 3× Gold                                                                | 90.000   |
| Spanien (Promusicae)      | Platin                                                                 | 40.000   |
| Vereinigte Staaten (RIAA) | 7× Platin                                                              | 420.000  |
| Insgesamt                 | 2× Gold · 9× Platin ·                                                  | 575.000  |

### Los dioses
| Land/Region          | Auszeichnungen für Musikverkäufe (Land/Region, Auszeichnung, Verkäufe) | Verkäufe |
| -------------------- | ---------------------------------------------------------------------- | -------- |
| Spanien (Promusicae) | Gold                                                                   | 20.000   |
| Insgesamt            | 1× Gold ·                                                              | 20.000   |

### OzuTochi
| Land/Region       | Auszeichnungen für Musikverkäufe (Land/Region, Auszeichnung, Verkäufe) | Verkäufe |
| ----------------- | ---------------------------------------------------------------------- | -------- |
| Mexiko (AMPROFON) | Gold                                                                   | 70.000   |
| Insgesamt         | 1× Gold ·                                                              | 70.000   |

## Auszeichnungen nach Singles

### Si no te quiere
| Land/Region          | Auszeichnungen für Musikverkäufe (Land/Region, Auszeichnung, Verkäufe) | Verkäufe |
| -------------------- | ---------------------------------------------------------------------- | -------- |
| Spanien (Promusicae) | Gold                                                                   | 30.000   |
| Insgesamt            | 1× Gold ·                                                              | 30.000   |

### Si te dejas llevar
| Land/Region               | Auszeichnungen für Musikverkäufe (Land/Region, Auszeichnung, Verkäufe) | Verkäufe |
| ------------------------- | ---------------------------------------------------------------------- | -------- |
| Vereinigte Staaten (RIAA) | Platin                                                                 | 60.000   |
| Insgesamt                 | 1× Platin ·                                                            | 60.000   |

### Soldado y profeta
| Land/Region          | Auszeichnungen für Musikverkäufe (Land/Region, Auszeichnung, Verkäufe) | Verkäufe |
| -------------------- | ---------------------------------------------------------------------- | -------- |
| Spanien (Promusicae) | Gold                                                                   | 30.000   |
| Insgesamt            | 1× Gold ·                                                              | 30.000   |

### Me reclama
| Land/Region          | Auszeichnungen für Musikverkäufe (Land/Region, Auszeichnung, Verkäufe) | Verkäufe |
| -------------------- | ---------------------------------------------------------------------- | -------- |
| Spanien (Promusicae) | Gold                                                                   | 30.000   |
| Insgesamt            | 1× Gold ·                                                              | 30.000   |

### La ocasión
| Land/Region               | Auszeichnungen für Musikverkäufe (Land/Region, Auszeichnung, Verkäufe) | Verkäufe  |
| ------------------------- | ---------------------------------------------------------------------- | --------- |
| Spanien (Promusicae)      | Platin                                                                 | 60.000    |
| Vereinigte Staaten (RIAA) | 18× Platin                                                             | 1.080.000 |
| Insgesamt                 | 7× Platin · 1× Diamant ·                                               | 1.140.000 |

### No quiere enamorarse
| Land/Region          | Auszeichnungen für Musikverkäufe (Land/Region, Auszeichnung, Verkäufe) | Verkäufe |
| -------------------- | ---------------------------------------------------------------------- | -------- |
| Spanien (Promusicae) | Gold                                                                   | 30.000   |
| Insgesamt            | 1× Gold ·                                                              | 30.000   |

### Te fuiste
| Land/Region               | Auszeichnungen für Musikverkäufe (Land/Region, Auszeichnung, Verkäufe) | Verkäufe |
| ------------------------- | ---------------------------------------------------------------------- | -------- |
| Vereinigte Staaten (RIAA) | 2× Platin                                                              | 120.000  |
| Insgesamt                 | 2× Platin ·                                                            | 120.000  |

### Dile que tu me quieres
| Land/Region               | Auszeichnungen für Musikverkäufe (Land/Region, Auszeichnung, Verkäufe) | Verkäufe |
| ------------------------- | ---------------------------------------------------------------------- | -------- |
| Italien (FIMI)            | Platin                                                                 | 100.000  |
| Spanien (Promusicae)      | Platin                                                                 | 40.000   |
| Vereinigte Staaten (RIAA) | 12× Platin                                                             | 720.000  |
| Insgesamt                 | 4× Platin · 1× Diamant ·                                               | 860.000  |

### Te vas
| Land/Region          | Auszeichnungen für Musikverkäufe (Land/Region, Auszeichnung, Verkäufe) | Verkäufe |
| -------------------- | ---------------------------------------------------------------------- | -------- |
| Spanien (Promusicae) | Gold                                                                   | 30.000   |
| Insgesamt            | 1× Gold ·                                                              | 30.000   |

### Ella y yo (Remix)
| Land/Region               | Auszeichnungen für Musikverkäufe (Land/Region, Auszeichnung, Verkäufe) | Verkäufe |
| ------------------------- | ---------------------------------------------------------------------- | -------- |
| Vereinigte Staaten (RIAA) | Gold                                                                   | 30.000   |
| Insgesamt                 | 1× Gold ·                                                              | 30.000   |

### Diles (Remix)
| Land/Region               | Auszeichnungen für Musikverkäufe (Land/Region, Auszeichnung, Verkäufe) | Verkäufe |
| ------------------------- | ---------------------------------------------------------------------- | -------- |
| Spanien (Promusicae)      | 4× Platin                                                              | 240.000  |
| Vereinigte Staaten (RIAA) | 4× Platin                                                              | 240.000  |
| Insgesamt                 | 8× Platin ·                                                            | 480.000  |

### Me ama me odia
| Land/Region               | Auszeichnungen für Musikverkäufe (Land/Region, Auszeichnung, Verkäufe) | Verkäufe |
| ------------------------- | ---------------------------------------------------------------------- | -------- |
| Spanien (Promusicae)      | Gold                                                                   | 30.000   |
| Vereinigte Staaten (RIAA) | 4× Platin                                                              | 240.000  |
| Insgesamt                 | 1× Gold · 4× Platin ·                                                  | 270.000  |

### Hello
| Land/Region               | Auszeichnungen für Musikverkäufe (Land/Region, Auszeichnung, Verkäufe) | Verkäufe |
| ------------------------- | ---------------------------------------------------------------------- | -------- |
| Ecuador (SOPROFON)        | 3× Platin                                                              | 18.000   |
| Kolumbien (ASINCOL)       | 5× Platin                                                              | 100.000  |
| Peru (UNIMPRO)            | 3× Platin                                                              | 18.000   |
| Venezuela (APFV)          | 2× Platin                                                              | 20.000   |
| Vereinigte Staaten (RIAA) | 3× Platin                                                              | 180.000  |
| Insgesamt                 | 16× Platin ·                                                           | 336.000  |

### La rompe corazones
| Land/Region          | Auszeichnungen für Musikverkäufe (Land/Region, Auszeichnung, Verkäufe) | Verkäufe |
| -------------------- | ---------------------------------------------------------------------- | -------- |
| Argentinien (CAPIF)  | Gold                                                                   | 10.000   |
| Italien (FIMI)       | Gold                                                                   | 25.000   |
| Spanien (Promusicae) | 3× Platin                                                              | 120.000  |
| Insgesamt            | 2× Gold · 3× Platin ·                                                  | 155.000  |

### Simple
| Land/Region               | Auszeichnungen für Musikverkäufe (Land/Region, Auszeichnung, Verkäufe) | Verkäufe |
| ------------------------- | ---------------------------------------------------------------------- | -------- |
| Vereinigte Staaten (RIAA) | 2× Platin                                                              | 120.000  |
| Insgesamt                 | 2× Platin ·                                                            | 120.000  |

### La ocasión (Remix)
| Land/Region               | Auszeichnungen für Musikverkäufe (Land/Region, Auszeichnung, Verkäufe) | Verkäufe |
| ------------------------- | ---------------------------------------------------------------------- | -------- |
| Vereinigte Staaten (RIAA) | 4× Platin                                                              | 240.000  |
| Insgesamt                 | 4× Platin ·                                                            | 240.000  |

### Ahora dice
| Land/Region          | Auszeichnungen für Musikverkäufe (Land/Region, Auszeichnung, Verkäufe) | Verkäufe |
| -------------------- | ---------------------------------------------------------------------- | -------- |
| Brasilien (PMB)      | Gold                                                                   | 20.000   |
| Chile (IFPI)         | Platin                                                                 | 80.000   |
| Italien (FIMI)       | Gold                                                                   | 25.000   |
| Spanien (Promusicae) | 4× Platin                                                              | 160.000  |
| Insgesamt            | 2× Gold · 5× Platin ·                                                  | 285.000  |

### Escápate conmigo
| Land/Region          | Auszeichnungen für Musikverkäufe (Land/Region, Auszeichnung, Verkäufe) | Verkäufe |
| -------------------- | ---------------------------------------------------------------------- | -------- |
| Italien (FIMI)       | Platin                                                                 | 50.000   |
| Mexiko (AMPROFON)    | 2× Diamant · + 3× Platin                                               | 780.000  |
| Spanien (Promusicae) | 4× Platin                                                              | 160.000  |
| Insgesamt            | 8× Platin · 2× Diamant ·                                               | 990.000  |

### Tu foto
| Land/Region               | Auszeichnungen für Musikverkäufe (Land/Region, Auszeichnung, Verkäufe) | Verkäufe |
| ------------------------- | ---------------------------------------------------------------------- | -------- |
| Italien (FIMI)            | Gold                                                                   | 25.000   |
| Spanien (Promusicae)      | 2× Platin                                                              | 80.000   |
| Vereinigte Staaten (RIAA) | 11× Platin                                                             | 660.000  |
| Insgesamt                 | 1× Gold · 3× Platin · 1× Diamant ·                                     | 765.000  |

### Bonita (Remix)
| Land/Region          | Auszeichnungen für Musikverkäufe (Land/Region, Auszeichnung, Verkäufe) | Verkäufe |
| -------------------- | ---------------------------------------------------------------------- | -------- |
| Spanien (Promusicae) | 3× Platin                                                              | 120.000  |
| Insgesamt            | 3× Platin ·                                                            | 120.000  |

### Soy peor (Remix)
| Land/Region               | Auszeichnungen für Musikverkäufe (Land/Region, Auszeichnung, Verkäufe) | Verkäufe |
| ------------------------- | ---------------------------------------------------------------------- | -------- |
| Vereinigte Staaten (RIAA) | Platin                                                                 | 60.000   |
| Insgesamt                 | 1× Platin ·                                                            | 60.000   |

### El farsante
| Land/Region          | Auszeichnungen für Musikverkäufe (Land/Region, Auszeichnung, Verkäufe) | Verkäufe |
| -------------------- | ---------------------------------------------------------------------- | -------- |
| Italien (FIMI)       | 2× Platin                                                              | 200.000  |
| Spanien (Promusicae) | 5× Platin                                                              | 300.000  |
| Insgesamt            | 7× Platin ·                                                            | 500.000  |

### Que va
| Land/Region          | Auszeichnungen für Musikverkäufe (Land/Region, Auszeichnung, Verkäufe) | Verkäufe |
| -------------------- | ---------------------------------------------------------------------- | -------- |
| Italien (FIMI)       | Gold                                                                   | 25.000   |
| Spanien (Promusicae) | 2× Platin                                                              | 80.000   |
| Insgesamt            | 1× Gold · 2× Platin ·                                                  | 105.000  |

### Se preparó
| Land/Region               | Auszeichnungen für Musikverkäufe (Land/Region, Auszeichnung, Verkäufe) | Verkäufe  |
| ------------------------- | ---------------------------------------------------------------------- | --------- |
| Italien (FIMI)            | Platin                                                                 | 50.000    |
| Spanien (Promusicae)      | 5× Platin                                                              | 300.000   |
| Vereinigte Staaten (RIAA) | 21× Platin                                                             | 1.260.000 |
| Insgesamt                 | 7× Platin · 2× Diamant ·                                               | 1.610.000 |

### No Quiero Amores
| Land/Region               | Auszeichnungen für Musikverkäufe (Land/Region, Auszeichnung, Verkäufe) | Verkäufe |
| ------------------------- | ---------------------------------------------------------------------- | -------- |
| Vereinigte Staaten (RIAA) | 2× Platin                                                              | 120.000  |
| Insgesamt                 | 2× Platin ·                                                            | 120.000  |

### Criminal
| Land/Region               | Auszeichnungen für Musikverkäufe (Land/Region, Auszeichnung, Verkäufe) | Verkäufe  |
| ------------------------- | ---------------------------------------------------------------------- | --------- |
| Frankreich (SNEP)         | Platin                                                                 | 200.000   |
| Italien (FIMI)            | 2× Platin                                                              | 100.000   |
| Spanien (Promusicae)      | 5× Platin                                                              | 300.000   |
| Vereinigte Staaten (RIAA) | 15× Platin                                                             | 900.000   |
| Insgesamt                 | 13× Platin · 1× Diamant ·                                              | 1.500.000 |

### La fórmula
| Land/Region               | Auszeichnungen für Musikverkäufe (Land/Region, Auszeichnung, Verkäufe) | Verkäufe |
| ------------------------- | ---------------------------------------------------------------------- | -------- |
| Spanien (Promusicae)      | Gold                                                                   | 30.000   |
| Vereinigte Staaten (RIAA) | 3× Platin                                                              | 180.000  |
| Insgesamt                 | 1× Gold · 3× Platin ·                                                  | 210.000  |

### Egoísta
| Land/Region               | Auszeichnungen für Musikverkäufe (Land/Region, Auszeichnung, Verkäufe) | Verkäufe |
| ------------------------- | ---------------------------------------------------------------------- | -------- |
| Vereinigte Staaten (RIAA) | 4× Platin                                                              | 240.000  |
| Insgesamt                 | 4× Platin ·                                                            | 240.000  |

### Choka Choka
| Land/Region               | Auszeichnungen für Musikverkäufe (Land/Region, Auszeichnung, Verkäufe) | Verkäufe |
| ------------------------- | ---------------------------------------------------------------------- | -------- |
| Vereinigte Staaten (RIAA) | Gold                                                                   | 30.000   |
| Insgesamt                 | 1× Gold ·                                                              | 30.000   |

### El desorden
| Land/Region          | Auszeichnungen für Musikverkäufe (Land/Region, Auszeichnung, Verkäufe) | Verkäufe |
| -------------------- | ---------------------------------------------------------------------- | -------- |
| Spanien (Promusicae) | Gold                                                                   | 30.000   |
| Insgesamt            | 1× Gold ·                                                              | 30.000   |

### La modelo
| Land/Region          | Auszeichnungen für Musikverkäufe (Land/Region, Auszeichnung, Verkäufe) | Verkäufe |
| -------------------- | ---------------------------------------------------------------------- | -------- |
| Spanien (Promusicae) | Platin                                                                 | 60.000   |
| Insgesamt            | 1× Platin ·                                                            | 60.000   |

### Solita
| Land/Region               | Auszeichnungen für Musikverkäufe (Land/Region, Auszeichnung, Verkäufe) | Verkäufe  |
| ------------------------- | ---------------------------------------------------------------------- | --------- |
| Italien (FIMI)            | Gold                                                                   | 25.000    |
| Spanien (Promusicae)      | 2× Platin                                                              | 120.000   |
| Vereinigte Staaten (RIAA) | 44× Platin                                                             | 2.640.000 |
| Insgesamt                 | 1× Gold · 6× Platin · 4× Diamant ·                                     | 2.785.000 |

### Bipolar
| Land/Region          | Auszeichnungen für Musikverkäufe (Land/Region, Auszeichnung, Verkäufe) | Verkäufe |
| -------------------- | ---------------------------------------------------------------------- | -------- |
| Spanien (Promusicae) | Platin                                                                 | 60.000   |
| Insgesamt            | 1× Platin ·                                                            | 60.000   |

### Balenciaga
| Land/Region          | Auszeichnungen für Musikverkäufe (Land/Region, Auszeichnung, Verkäufe) | Verkäufe |
| -------------------- | ---------------------------------------------------------------------- | -------- |
| Spanien (Promusicae) | Gold                                                                   | 30.000   |
| Insgesamt            | 1× Gold ·                                                              | 30.000   |

### Quisiera alejarme
| Land/Region       | Auszeichnungen für Musikverkäufe (Land/Region, Auszeichnung, Verkäufe) | Verkäufe |
| ----------------- | ---------------------------------------------------------------------- | -------- |
| Mexiko (AMPROFON) | Platin                                                                 | 60.000   |
| Insgesamt         | 1× Platin ·                                                            | 60.000   |

### Te boté (Remix)
| Land/Region               | Auszeichnungen für Musikverkäufe (Land/Region, Auszeichnung, Verkäufe) | Verkäufe  |
| ------------------------- | ---------------------------------------------------------------------- | --------- |
| Spanien (Promusicae)      | 2× Platin                                                              | 120.000   |
| Vereinigte Staaten (RIAA) | 106× Platin                                                            | 6.360.000 |
| Insgesamt                 | 8× Platin · 10× Diamant ·                                              | 6.480.000 |

### Me niego
| Land/Region               | Auszeichnungen für Musikverkäufe (Land/Region, Auszeichnung, Verkäufe) | Verkäufe  |
| ------------------------- | ---------------------------------------------------------------------- | --------- |
| Argentinien (CAPIF)       | Gold                                                                   | 10.000    |
| Chile (IFPI)              | Gold                                                                   | 60.000    |
| Italien (FIMI)            | Platin                                                                 | 50.000    |
| Kolumbien (ASINCOL)       | Gold                                                                   | 5.000     |
| Mexiko (AMPROFON)         | 2× Diamant · + 3× Gold                                                 | 690.000   |
| Spanien (Promusicae)      | 5× Platin                                                              | 300.000   |
| Vereinigte Staaten (RIAA) | 21× Platin                                                             | 1.260.000 |
| Insgesamt                 | 4× Gold · 8× Platin · 4× Diamant ·                                     | 2.375.000 |

### Única
| Land/Region          | Auszeichnungen für Musikverkäufe (Land/Region, Auszeichnung, Verkäufe) | Verkäufe |
| -------------------- | ---------------------------------------------------------------------- | -------- |
| Italien (FIMI)       | Gold                                                                   | 25.000   |
| Spanien (Promusicae) | Platin                                                                 | 40.000   |
| Insgesamt            | 1× Gold · 1× Platin ·                                                  | 65.000   |

### Pa mi
| Land/Region               | Auszeichnungen für Musikverkäufe (Land/Region, Auszeichnung, Verkäufe) | Verkäufe |
| ------------------------- | ---------------------------------------------------------------------- | -------- |
| Vereinigte Staaten (RIAA) | Gold                                                                   | 30.000   |
| Insgesamt                 | 1× Gold ·                                                              | 30.000   |

### Karma
| Land/Region               | Auszeichnungen für Musikverkäufe (Land/Region, Auszeichnung, Verkäufe) | Verkäufe |
| ------------------------- | ---------------------------------------------------------------------- | -------- |
| Vereinigte Staaten (RIAA) | Platin                                                                 | 60.000   |
| Insgesamt                 | 1× Platin ·                                                            | 60.000   |

### Vaina loca
| Land/Region          | Auszeichnungen für Musikverkäufe (Land/Region, Auszeichnung, Verkäufe) | Verkäufe |
| -------------------- | ---------------------------------------------------------------------- | -------- |
| Italien (FIMI)       | 2× Platin                                                              | 200.000  |
| Spanien (Promusicae) | 6× Platin                                                              | 360.000  |
| Insgesamt            | 8× Platin ·                                                            | 560.000  |

### X (Remix)
| Land/Region          | Auszeichnungen für Musikverkäufe (Land/Region, Auszeichnung, Verkäufe) | Verkäufe |
| -------------------- | ---------------------------------------------------------------------- | -------- |
| Spanien (Promusicae) | 2× Platin                                                              | 120.000  |
| Insgesamt            | 2× Platin ·                                                            | 120.000  |

### Confia (Remix)
| Land/Region               | Auszeichnungen für Musikverkäufe (Land/Region, Auszeichnung, Verkäufe) | Verkäufe |
| ------------------------- | ---------------------------------------------------------------------- | -------- |
| Vereinigte Staaten (RIAA) | Gold                                                                   | 30.000   |
| Insgesamt                 | 1× Gold ·                                                              | 30.000   |

### Taki Taki
| Land/Region                  | Auszeichnungen für Musikverkäufe (Land/Region, Auszeichnung, Verkäufe) | Verkäufe  |
| ---------------------------- | ---------------------------------------------------------------------- | --------- |
| Australien (ARIA)            | 2× Platin                                                              | 140.000   |
| Belgien (BRMA)               | Platin                                                                 | 40.000    |
| Brasilien (PMB)              | 4× Diamant                                                             | 640.000   |
| Dänemark (IFPI)              | Platin                                                                 | 90.000    |
| Deutschland (BVMI)           | Platin                                                                 | 400.000   |
| Frankreich (SNEP)            | Diamant                                                                | 333.333   |
| Indien (IMI)                 | 13× Platin                                                             | 1.560.000 |
| Italien (FIMI)               | 2× Platin                                                              | 100.000   |
| Kanada (MC)                  | 6× Platin                                                              | 480.000   |
| Mexiko (AMPROFON)            | 7× Gold                                                                | 210.000   |
| Neuseeland (RMNZ)            | 2× Platin                                                              | 60.000    |
| Norwegen (IFPI)              | 2× Platin                                                              | 120.000   |
| Portugal (AFP)               | 3× Platin                                                              | 30.000    |
| Österreich (IFPI)            | Platin                                                                 | 30.000    |
| Polen (ZPAV)                 | 3× Platin                                                              | 150.000   |
| Spanien (Promusicae)         | 4× Platin                                                              | 240.000   |
| Vereinigte Staaten (RIAA)    | 4× Platin                                                              | 4.000.000 |
| Vereinigtes Königreich (BPI) | Platin                                                                 | 600.000   |
| Insgesamt                    | 1× Gold · 49× Platin · 5× Diamant ·                                    | 9.223.333 |

### Asesina (Remix)
| Land/Region          | Auszeichnungen für Musikverkäufe (Land/Region, Auszeichnung, Verkäufe) | Verkäufe |
| -------------------- | ---------------------------------------------------------------------- | -------- |
| Spanien (Promusicae) | 4× Platin                                                              | 240.000  |
| Insgesamt            | 4× Platin ·                                                            | 240.000  |

### Luz apaga
| Land/Region          | Auszeichnungen für Musikverkäufe (Land/Region, Auszeichnung, Verkäufe) | Verkäufe |
| -------------------- | ---------------------------------------------------------------------- | -------- |
| Spanien (Promusicae) | Platin                                                                 | 60.000   |
| Insgesamt            | 1× Platin ·                                                            | 60.000   |

### Imposible
| Land/Region          | Auszeichnungen für Musikverkäufe (Land/Region, Auszeichnung, Verkäufe) | Verkäufe |
| -------------------- | ---------------------------------------------------------------------- | -------- |
| Brasilien (PMB)      | Platin                                                                 | 40.000   |
| Italien (FIMI)       | Gold                                                                   | 25.000   |
| Portugal (AFP)       | Platin                                                                 | 10.000   |
| Spanien (Promusicae) | 3× Platin                                                              | 180.000  |
| Insgesamt            | 1× Gold · 5× Platin ·                                                  | 255.000  |

### Callao
| Land/Region               | Auszeichnungen für Musikverkäufe (Land/Region, Auszeichnung, Verkäufe) | Verkäufe |
| ------------------------- | ---------------------------------------------------------------------- | -------- |
| Mexiko (AMPROFON)         | Gold                                                                   | 30.000   |
| Vereinigte Staaten (RIAA) | 3× Platin                                                              | 180.000  |
| Insgesamt                 | 1× Gold · 3× Platin ·                                                  | 210.000  |

### Baila baila baila
| Land/Region               | Auszeichnungen für Musikverkäufe (Land/Region, Auszeichnung, Verkäufe) | Verkäufe  |
| ------------------------- | ---------------------------------------------------------------------- | --------- |
| Frankreich (SNEP)         | Platin                                                                 | 200.000   |
| Italien (FIMI)            | 3× Platin                                                              | 210.000   |
| Mexiko (AMPROFON)         | 7× Gold                                                                | 210.000   |
| Spanien (Promusicae)      | 5× Platin                                                              | 200.000   |
| Vereinigte Staaten (RIAA) | Platin                                                                 | 1.000.000 |
| Insgesamt                 | 1× Gold · 13× Platin ·                                                 | 1.820.000 |

### Esclavo de tus besos
| Land/Region               | Auszeichnungen für Musikverkäufe (Land/Region, Auszeichnung, Verkäufe) | Verkäufe |
| ------------------------- | ---------------------------------------------------------------------- | -------- |
| Mexiko (AMPROFON)         | 4× Platin                                                              | 240.000  |
| Spanien (Promusicae)      | Platin                                                                 | 40.000   |
| Vereinigte Staaten (RIAA) | Platin                                                                 | 60.000   |
| Insgesamt                 | 6× Platin ·                                                            | 340.000  |

### Te robaré
| Land/Region          | Auszeichnungen für Musikverkäufe (Land/Region, Auszeichnung, Verkäufe) | Verkäufe |
| -------------------- | ---------------------------------------------------------------------- | -------- |
| Brasilien (PMB)      | Platin                                                                 | 40.000   |
| Chile (IFPI)         | Gold                                                                   | 60.000   |
| Frankreich (SNEP)    | Gold                                                                   | 100.000  |
| Italien (FIMI)       | Platin                                                                 | 50.000   |
| Mexiko (AMPROFON)    | Diamant · + Gold                                                       | 330.000  |
| Portugal (AFP)       | Gold                                                                   | 5.000    |
| Schweiz (IFPI)       | Gold                                                                   | 10.000   |
| Spanien (Promusicae) | 3× Platin                                                              | 180.000  |
| Insgesamt            | 5× Gold · 5× Platin · 1× Diamant ·                                     | 775.000  |

### Baila baila baila (Remix)
| Land/Region          | Auszeichnungen für Musikverkäufe (Land/Region, Auszeichnung, Verkäufe) | Verkäufe |
| -------------------- | ---------------------------------------------------------------------- | -------- |
| Spanien (Promusicae) | 2× Platin                                                              | 120.000  |
| Insgesamt            | 2× Platin ·                                                            | 120.000  |

### Amor genuino
| Land/Region          | Auszeichnungen für Musikverkäufe (Land/Region, Auszeichnung, Verkäufe) | Verkäufe |
| -------------------- | ---------------------------------------------------------------------- | -------- |
| Spanien (Promusicae) | Gold                                                                   | 30.000   |
| Mexiko (AMPROFON)    | Platin                                                                 | 60.000   |
| Insgesamt            | 1× Gold · 1× Platin ·                                                  | 90.000   |

### Te soñé de nuevo
| Land/Region          | Auszeichnungen für Musikverkäufe (Land/Region, Auszeichnung, Verkäufe) | Verkäufe |
| -------------------- | ---------------------------------------------------------------------- | -------- |
| Mexiko (AMPROFON)    | Platin                                                                 | 60.000   |
| Spanien (Promusicae) | Platin                                                                 | 40.000   |
| Insgesamt            | 2× Platin ·                                                            | 100.000  |

### Cambio
| Land/Region          | Auszeichnungen für Musikverkäufe (Land/Region, Auszeichnung, Verkäufe) | Verkäufe |
| -------------------- | ---------------------------------------------------------------------- | -------- |
| Spanien (Promusicae) | Gold                                                                   | 30.000   |
| Insgesamt            | 1× Gold ·                                                              | 30.000   |

### China
| Land/Region               | Auszeichnungen für Musikverkäufe (Land/Region, Auszeichnung, Verkäufe) | Verkäufe  |
| ------------------------- | ---------------------------------------------------------------------- | --------- |
| Frankreich (SNEP)         | Gold                                                                   | 100.000   |
| Italien (FIMI)            | 2× Platin                                                              | 140.000   |
| Mexiko (AMPROFON)         | Diamant · + 5× Gold                                                    | 450.000   |
| Portugal (AFP)            | Platin                                                                 | 10.000    |
| Spanien (Promusicae)      | 8× Platin                                                              | 480.000   |
| Vereinigte Staaten (RIAA) | Gold                                                                   | 30.000    |
| Insgesamt                 | 3× Gold · 13× Platin · 1× Diamant ·                                    | 1.210.000 |

### Otro trago (Remix)
| Land/Region          | Auszeichnungen für Musikverkäufe (Land/Region, Auszeichnung, Verkäufe) | Verkäufe |
| -------------------- | ---------------------------------------------------------------------- | -------- |
| Spanien (Promusicae) | 3× Platin                                                              | 180.000  |
| Insgesamt            | 3× Platin ·                                                            | 180.000  |

### Yo × ti, tú × mí
| Land/Region               | Auszeichnungen für Musikverkäufe (Land/Region, Auszeichnung, Verkäufe) | Verkäufe  |
| ------------------------- | ---------------------------------------------------------------------- | --------- |
| Frankreich (SNEP)         | Gold                                                                   | 100.000   |
| Italien (FIMI)            | Platin                                                                 | 100.000   |
| Mexiko (AMPROFON)         | Diamant · + 3× Gold                                                    | 390.000   |
| Portugal (AFP)            | Gold                                                                   | 5.000     |
| Schweiz (IFPI)            | Platin                                                                 | 20.000    |
| Spanien (Promusicae)      | 5× Platin                                                              | 200.000   |
| Vereinigte Staaten (RIAA) | Platin                                                                 | 1.000.000 |
| Insgesamt                 | 3× Gold · 9× Platin · 1× Diamant ·                                     | 1.815.000 |

### Adicto
| Land/Region               | Auszeichnungen für Musikverkäufe (Land/Region, Auszeichnung, Verkäufe) | Verkäufe  |
| ------------------------- | ---------------------------------------------------------------------- | --------- |
| Brasilien (PMB)           | Platin                                                                 | 40.000    |
| Chile (IFPI)              | Diamant                                                                | 400.000   |
| Italien (FIMI)            | Gold                                                                   | 35.000    |
| Mexiko (AMPROFON)         | 4× Platin                                                              | 240.000   |
| Portugal (AFP)            | Gold                                                                   | 5.000     |
| Spanien (Promusicae)      | 4× Platin                                                              | 240.000   |
| Vereinigte Staaten (RIAA) | Platin                                                                 | 1.000.000 |
| Insgesamt                 | 2× Gold · 10× Platin · 1× Diamant ·                                    | 1.960.000 |

### Si te vas
| Land/Region               | Auszeichnungen für Musikverkäufe (Land/Region, Auszeichnung, Verkäufe) | Verkäufe |
| ------------------------- | ---------------------------------------------------------------------- | -------- |
| Spanien (Promusicae)      | Platin                                                                 | 40.000   |
| Vereinigte Staaten (RIAA) | 11× Platin                                                             | 660.000  |
| Insgesamt                 | 2× Platin · 1× Diamant ·                                               | 700.000  |

### Aventura
| Land/Region          | Auszeichnungen für Musikverkäufe (Land/Region, Auszeichnung, Verkäufe) | Verkäufe |
| -------------------- | ---------------------------------------------------------------------- | -------- |
| Spanien (Promusicae) | 2× Platin                                                              | 80.000   |
| Insgesamt            | 2× Platin ·                                                            | 80.000   |

### Hasta que salga el sol
| Land/Region          | Auszeichnungen für Musikverkäufe (Land/Region, Auszeichnung, Verkäufe) | Verkäufe |
| -------------------- | ---------------------------------------------------------------------- | -------- |
| Mexiko (AMPROFON)    | Platin                                                                 | 60.000   |
| Spanien (Promusicae) | Platin                                                                 | 40.000   |
| Insgesamt            | 2× Platin ·                                                            | 100.000  |

### Fantasia
| Land/Region          | Auszeichnungen für Musikverkäufe (Land/Region, Auszeichnung, Verkäufe) | Verkäufe |
| -------------------- | ---------------------------------------------------------------------- | -------- |
| Mexiko (AMPROFON)    | Platin                                                                 | 60.000   |
| Spanien (Promusicae) | Gold                                                                   | 20.000   |
| Insgesamt            | 1× Gold · 1× Platin ·                                                  | 80.000   |

### La cama (Remix)
| Land/Region          | Auszeichnungen für Musikverkäufe (Land/Region, Auszeichnung, Verkäufe) | Verkäufe |
| -------------------- | ---------------------------------------------------------------------- | -------- |
| Spanien (Promusicae) | Platin                                                                 | 60.000   |
| Insgesamt            | 1× Platin ·                                                            | 60.000   |

### Mamacita
| Land/Region               | Auszeichnungen für Musikverkäufe (Land/Region, Auszeichnung, Verkäufe) | Verkäufe  |
| ------------------------- | ---------------------------------------------------------------------- | --------- |
| Belgien (BRMA)            | Platin                                                                 | 40.000    |
| Deutschland (BVMI)        | Gold                                                                   | 200.000   |
| Frankreich (SNEP)         | Diamant                                                                | 333.333   |
| Italien (FIMI)            | 3× Platin                                                              | 210.000   |
| Kanada (MC)               | 2× Platin                                                              | 160.000   |
| Mexiko (AMPROFON)         | 5× Gold                                                                | 150.000   |
| Österreich (IFPI)         | Gold                                                                   | 15.000    |
| Polen (ZPAV)              | 2× Platin                                                              | 40.000    |
| Portugal (AFP)            | Platin                                                                 | 10.000    |
| Schweiz (IFPI)            | Platin                                                                 | 20.000    |
| Spanien (Promusicae)      | Platin                                                                 | 40.000    |
| Vereinigte Staaten (RIAA) | Platin                                                                 | 1.000.000 |
| Zentralamerika (CFC)      | Gold                                                                   | 35.000    |
| Insgesamt                 | 4× Gold · 14× Platin · 1× Diamant ·                                    | 2.253.333 |

### Caramelo
| Land/Region          | Auszeichnungen für Musikverkäufe (Land/Region, Auszeichnung, Verkäufe) | Verkäufe  |
| -------------------- | ---------------------------------------------------------------------- | --------- |
| Argentinien (CAPIF)  | Gold                                                                   | 10.000    |
| Italien (FIMI)       | 2× Platin                                                              | 140.000   |
| Mexiko (AMPROFON)    | Diamant · + 4× Platin                                                  | 450.000   |
| Spanien (Promusicae) | 4× Platin                                                              | 160.000   |
| Zentralamerika (CFC) | 3× Platin                                                              | 210.000   |
| Insgesamt            | 1× Gold · 13× Platin · 1× Diamant ·                                    | 1.060.000 |

### Mi niña
| Land/Region          | Auszeichnungen für Musikverkäufe (Land/Region, Auszeichnung, Verkäufe) | Verkäufe |
| -------------------- | ---------------------------------------------------------------------- | -------- |
| Spanien (Promusicae) | Gold                                                                   | 30.000   |
| Insgesamt            | 1× Gold ·                                                              | 30.000   |

### A correr los lakers (Remix)
| Land/Region          | Auszeichnungen für Musikverkäufe (Land/Region, Auszeichnung, Verkäufe) | Verkäufe |
| -------------------- | ---------------------------------------------------------------------- | -------- |
| Spanien (Promusicae) | Gold                                                                   | 30.000   |
| Insgesamt            | 1× Gold ·                                                              | 30.000   |

### Caramelo (Remix)
| Land/Region          | Auszeichnungen für Musikverkäufe (Land/Region, Auszeichnung, Verkäufe) | Verkäufe |
| -------------------- | ---------------------------------------------------------------------- | -------- |
| Mexiko (AMPROFON)    | 3× Platin                                                              | 180.000  |
| Spanien (Promusicae) | 2× Platin                                                              | 120.000  |
| Zentralamerika (CFC) | 2× Platin                                                              | 140.000  |
| Insgesamt            | 7× Platin ·                                                            | 440.000  |

### Enemigos Ocultos
| Land/Region          | Auszeichnungen für Musikverkäufe (Land/Region, Auszeichnung, Verkäufe) | Verkäufe |
| -------------------- | ---------------------------------------------------------------------- | -------- |
| Spanien (Promusicae) | Gold                                                                   | 30.000   |
| Insgesamt            | 1× Gold ·                                                              | 30.000   |

### Despeinada
| Land/Region          | Auszeichnungen für Musikverkäufe (Land/Region, Auszeichnung, Verkäufe) | Verkäufe |
| -------------------- | ---------------------------------------------------------------------- | -------- |
| Mexiko (AMPROFON)    | 5× Gold                                                                | 150.000  |
| Spanien (Promusicae) | 4× Platin                                                              | 240.000  |
| Zentralamerika (CFC) | 3× Platin                                                              | 210.000  |
| Insgesamt            | 1× Gold · 9× Platin ·                                                  | 600.000  |

### Del mar
| Land/Region          | Auszeichnungen für Musikverkäufe (Land/Region, Auszeichnung, Verkäufe) | Verkäufe |
| -------------------- | ---------------------------------------------------------------------- | -------- |
| Frankreich (SNEP)    | Diamant                                                                | 333.333  |
| Italien (FIMI)       | Platin                                                                 | 100.000  |
| Mexiko (AMPROFON)    | 3× Gold                                                                | 90.000   |
| Portugal (AFP)       | Gold                                                                   | 5.000    |
| Spanien (Promusicae) | 3× Platin                                                              | 180.000  |
| Insgesamt            | 2× Gold · 5× Platin · 1× Diamant ·                                     | 708.333  |

### Hey Shorty (Remix)
| Land/Region               | Auszeichnungen für Musikverkäufe (Land/Region, Auszeichnung, Verkäufe) | Verkäufe |
| ------------------------- | ---------------------------------------------------------------------- | -------- |
| Vereinigte Staaten (RIAA) | Gold                                                                   | 30.000   |
| Insgesamt                 | 1× Gold ·                                                              | 30.000   |

### No me acostumbro (Remix)
| Land/Region               | Auszeichnungen für Musikverkäufe (Land/Region, Auszeichnung, Verkäufe) | Verkäufe |
| ------------------------- | ---------------------------------------------------------------------- | -------- |
| Vereinigte Staaten (RIAA) | Platin                                                                 | 60.000   |
| Insgesamt                 | 1× Platin ·                                                            | 60.000   |

### Illuminati (Remix)
| Land/Region  | Auszeichnungen für Musikverkäufe (Land/Region, Auszeichnung, Verkäufe) | Verkäufe |
| ------------ | ---------------------------------------------------------------------- | -------- |
| Chile (IFPI) | Gold                                                                   | 90.000   |
| Insgesamt    | 1× Gold ·                                                              | 90.000   |

### Travesuras (Remix)
| Land/Region               | Auszeichnungen für Musikverkäufe (Land/Region, Auszeichnung, Verkäufe) | Verkäufe |
| ------------------------- | ---------------------------------------------------------------------- | -------- |
| Spanien (Promusicae)      | 2× Platin                                                              | 80.000   |
| Vereinigte Staaten (RIAA) | Platin                                                                 | 60.000   |
| Insgesamt                 | 3× Platin ·                                                            | 140.000  |

### Odisea
| Land/Region               | Auszeichnungen für Musikverkäufe (Land/Region, Auszeichnung, Verkäufe) | Verkäufe |
| ------------------------- | ---------------------------------------------------------------------- | -------- |
| Vereinigte Staaten (RIAA) | Gold                                                                   | 30.000   |
| Insgesamt                 | 1× Gold ·                                                              | 30.000   |

### Tiempo
| Land/Region          | Auszeichnungen für Musikverkäufe (Land/Region, Auszeichnung, Verkäufe) | Verkäufe |
| -------------------- | ---------------------------------------------------------------------- | -------- |
| Spanien (Promusicae) | Gold                                                                   | 20.000   |
| Insgesamt            | 1× Gold ·                                                              | 20.000   |

### A mi manera (Remix)
| Land/Region               | Auszeichnungen für Musikverkäufe (Land/Region, Auszeichnung, Verkäufe) | Verkäufe |
| ------------------------- | ---------------------------------------------------------------------- | -------- |
| Vereinigte Staaten (RIAA) | Platin                                                                 | 60.000   |
| Insgesamt                 | 1× Platin ·                                                            | 60.000   |

### SG
| Land/Region       | Auszeichnungen für Musikverkäufe (Land/Region, Auszeichnung, Verkäufe) | Verkäufe |
| ----------------- | ---------------------------------------------------------------------- | -------- |
| Brasilien (PMB)   | Platin                                                                 | 40.000   |
| Frankreich (SNEP) | Gold                                                                   | 100.000  |
| Insgesamt         | 1× Gold · 1× Platin ·                                                  | 140.000  |

### Señor juez
| Land/Region          | Auszeichnungen für Musikverkäufe (Land/Region, Auszeichnung, Verkäufe) | Verkäufe |
| -------------------- | ---------------------------------------------------------------------- | -------- |
| Spanien (Promusicae) | Gold                                                                   | 30.000   |
| Insgesamt            | 1× Gold ·                                                              | 30.000   |

### Emojis de corazones
| Land/Region               | Auszeichnungen für Musikverkäufe (Land/Region, Auszeichnung, Verkäufe) | Verkäufe |
| ------------------------- | ---------------------------------------------------------------------- | -------- |
| Spanien (Promusicae)      | Gold                                                                   | 30.000   |
| Vereinigte Staaten (RIAA) | Platin                                                                 | 60.000   |
| Insgesamt                 | 1× Gold · 1× Platin ·                                                  | 90.000   |

### Santo
| Land/Region               | Auszeichnungen für Musikverkäufe (Land/Region, Auszeichnung, Verkäufe) | Verkäufe |
| ------------------------- | ---------------------------------------------------------------------- | -------- |
| Vereinigte Staaten (RIAA) | Platin                                                                 | 60.000   |
| Insgesamt                 | 1× Platin ·                                                            | 60.000   |

### Nos comemos
| Land/Region               | Auszeichnungen für Musikverkäufe (Land/Region, Auszeichnung, Verkäufe) | Verkäufe |
| ------------------------- | ---------------------------------------------------------------------- | -------- |
| Spanien (Promusicae)      | 2× Platin                                                              | 120.000  |
| Vereinigte Staaten (RIAA) | Gold                                                                   | 30.000   |
| Insgesamt                 | 1× Gold · 2× Platin ·                                                  | 150.000  |

### La copa
| Land/Region          | Auszeichnungen für Musikverkäufe (Land/Region, Auszeichnung, Verkäufe) | Verkäufe |
| -------------------- | ---------------------------------------------------------------------- | -------- |
| Spanien (Promusicae) | Gold                                                                   | 30.000   |
| Insgesamt            | 1× Gold ·                                                              | 30.000   |

### Hey mor
| Land/Region          | Auszeichnungen für Musikverkäufe (Land/Region, Auszeichnung, Verkäufe) | Verkäufe |
| -------------------- | ---------------------------------------------------------------------- | -------- |
| Italien (FIMI)       | Gold                                                                   | 50.000   |
| Spanien (Promusicae) | 7× Platin                                                              | 420.000  |
| Zentralamerika (CFC) | Platin                                                                 | 70.000   |
| Insgesamt            | 1× Gold · 8× Platin ·                                                  | 540.000  |

### Monotonía
| Land/Region               | Auszeichnungen für Musikverkäufe (Land/Region, Auszeichnung, Verkäufe) | Verkäufe  |
| ------------------------- | ---------------------------------------------------------------------- | --------- |
| Brasilien (PMB)           | 2× Platin                                                              | 80.000    |
| Chile (IFPI)              | Gold                                                                   | 90.000    |
| Italien (FIMI)            | Gold                                                                   | 50.000    |
| Kanada (MC)               | Gold                                                                   | 40.000    |
| Mexiko (AMPROFON)         | 4× Platin                                                              | 560.000   |
| Portugal (AFP)            | Platin                                                                 | 10.000    |
| Spanien (Promusicae)      | 4× Platin                                                              | 240.000   |
| Vereinigte Staaten (RIAA) | 16× Platin                                                             | 960.000   |
| Insgesamt                 | 3× Gold · 17× Platin · 1× Diamant ·                                    | 2.030.000 |

### Mirage
| Land/Region       | Auszeichnungen für Musikverkäufe (Land/Region, Auszeichnung, Verkäufe) | Verkäufe |
| ----------------- | ---------------------------------------------------------------------- | -------- |
| Frankreich (SNEP) | Gold                                                                   | 100.000  |
| Italien (FIMI)    | 2× Platin                                                              | 200.000  |
| Insgesamt         | 1× Gold · 2× Platin ·                                                  | 300.000  |

### Te mentí
| Land/Region          | Auszeichnungen für Musikverkäufe (Land/Region, Auszeichnung, Verkäufe) | Verkäufe |
| -------------------- | ---------------------------------------------------------------------- | -------- |
| Spanien (Promusicae) | Gold                                                                   | 30.000   |
| Insgesamt            | 1× Gold ·                                                              | 30.000   |

### Vocation
| Land/Region          | Auszeichnungen für Musikverkäufe (Land/Region, Auszeichnung, Verkäufe) | Verkäufe |
| -------------------- | ---------------------------------------------------------------------- | -------- |
| Spanien (Promusicae) | Gold                                                                   | 30.000   |
| Insgesamt            | 1× Gold ·                                                              | 30.000   |

### Bad Boy
| Land/Region          | Auszeichnungen für Musikverkäufe (Land/Region, Auszeichnung, Verkäufe) | Verkäufe |
| -------------------- | ---------------------------------------------------------------------- | -------- |
| Spanien (Promusicae) | Platin                                                                 | 60.000   |
| Insgesamt            | 1× Platin ·                                                            | 60.000   |

### Lollipop (Remix)
| Land/Region               | Auszeichnungen für Musikverkäufe (Land/Region, Auszeichnung, Verkäufe) | Verkäufe |
| ------------------------- | ---------------------------------------------------------------------- | -------- |
| Spanien (Promusicae)      | Gold                                                                   | 30.000   |
| Vereinigte Staaten (RIAA) | Gold                                                                   | 30.000   |
| Insgesamt                 | 2× Gold ·                                                              | 30.000   |

### Guay
| Land/Region          | Auszeichnungen für Musikverkäufe (Land/Region, Auszeichnung, Verkäufe) | Verkäufe |
| -------------------- | ---------------------------------------------------------------------- | -------- |
| Spanien (Promusicae) | Platin                                                                 | 60.000   |
| Insgesamt            | 1× Platin ·                                                            | 60.000   |

### Tengo un plan
| Land/Region          | Auszeichnungen für Musikverkäufe (Land/Region, Auszeichnung, Verkäufe) | Verkäufe |
| -------------------- | ---------------------------------------------------------------------- | -------- |
| Spanien (Promusicae) | Gold                                                                   | 30.000   |
| Insgesamt            | 1× Gold ·                                                              | 30.000   |

## Auszeichnungen nach Liedern

### Sobredosis
| Land/Region          | Auszeichnungen für Musikverkäufe (Land/Region, Auszeichnung, Verkäufe) | Verkäufe |
| -------------------- | ---------------------------------------------------------------------- | -------- |
| Italien (FIMI)       | Gold                                                                   | 35.000   |
| Mexiko (AMPROFON)    | Diamant · + 3× Gold                                                    | 390.000  |
| Spanien (Promusicae) | 2× Platin                                                              | 120.000  |
| Insgesamt            | 2× Gold · 3× Platin · 1× Diamant ·                                     | 545.000  |

### Síguelo bailando
| Land/Region               | Auszeichnungen für Musikverkäufe (Land/Region, Auszeichnung, Verkäufe) | Verkäufe  |
| ------------------------- | ---------------------------------------------------------------------- | --------- |
| Italien (FIMI)            | Platin                                                                 | 50.000    |
| Spanien (Promusicae)      | 4× Platin                                                              | 240.000   |
| Vereinigte Staaten (RIAA) | 13× Platin                                                             | 780.000   |
| Insgesamt                 | 8× Platin · 1× Diamant ·                                               | 1.070.000 |

### Quiero repetir
| Land/Region          | Auszeichnungen für Musikverkäufe (Land/Region, Auszeichnung, Verkäufe) | Verkäufe |
| -------------------- | ---------------------------------------------------------------------- | -------- |
| Spanien (Promusicae) | Platin                                                                 | 60.000   |
| Insgesamt            | 1× Platin ·                                                            | 60.000   |

### Una flor
| Land/Region               | Auszeichnungen für Musikverkäufe (Land/Region, Auszeichnung, Verkäufe) | Verkäufe |
| ------------------------- | ---------------------------------------------------------------------- | -------- |
| Vereinigte Staaten (RIAA) | 4× Platin                                                              | 240.000  |
| Insgesamt                 | 4× Platin ·                                                            | 240.000  |

### Egoista
| Land/Region               | Auszeichnungen für Musikverkäufe (Land/Region, Auszeichnung, Verkäufe) | Verkäufe  |
| ------------------------- | ---------------------------------------------------------------------- | --------- |
| Spanien (Promusicae)      | Gold                                                                   | 30.000    |
| Vereinigte Staaten (RIAA) | 4× Platin                                                              | 240.000   |
| Insgesamt                 | 1× Gold · 4× Platin ·                                                  | 1.270.000 |

### Me dijeron
| Land/Region          | Auszeichnungen für Musikverkäufe (Land/Region, Auszeichnung, Verkäufe) | Verkäufe |
| -------------------- | ---------------------------------------------------------------------- | -------- |
| Spanien (Promusicae) | Gold                                                                   | 20.000   |
| Insgesamt            | 1× Gold ·                                                              | 20.000   |

### Devuélveme
| Land/Region          | Auszeichnungen für Musikverkäufe (Land/Region, Auszeichnung, Verkäufe) | Verkäufe |
| -------------------- | ---------------------------------------------------------------------- | -------- |
| Spanien (Promusicae) | Platin                                                                 | 40.000   |
| Insgesamt            | 1× Platin ·                                                            | 40.000   |

### Supuestamente
| Land/Region          | Auszeichnungen für Musikverkäufe (Land/Region, Auszeichnung, Verkäufe) | Verkäufe |
| -------------------- | ---------------------------------------------------------------------- | -------- |
| Spanien (Promusicae) | Gold                                                                   | 30.000   |
| Insgesamt            | 1× Gold ·                                                              | 30.000   |

### Coméntale
| Land/Region          | Auszeichnungen für Musikverkäufe (Land/Region, Auszeichnung, Verkäufe) | Verkäufe |
| -------------------- | ---------------------------------------------------------------------- | -------- |
| Spanien (Promusicae) | Gold                                                                   | 30.000   |
| Insgesamt            | 1× Gold ·                                                              | 30.000   |

### Ibiza
| Land/Region          | Auszeichnungen für Musikverkäufe (Land/Region, Auszeichnung, Verkäufe) | Verkäufe |
| -------------------- | ---------------------------------------------------------------------- | -------- |
| Italien (FIMI)       | Gold                                                                   | 25.000   |
| Spanien (Promusicae) | 3× Platin                                                              | 180.000  |
| Insgesamt            | 1× Gold · 3× Platin ·                                                  | 205.000  |

### Brindemos
| Land/Region               | Auszeichnungen für Musikverkäufe (Land/Region, Auszeichnung, Verkäufe) | Verkäufe |
| ------------------------- | ---------------------------------------------------------------------- | -------- |
| Spanien (Promusicae)      | Platin                                                                 | 60.000   |
| Vereinigte Staaten (RIAA) | 7× Platin                                                              | 420.000  |
| Insgesamt                 | 8× Platin ·                                                            | 480.000  |

### Quizás
| Land/Region               | Auszeichnungen für Musikverkäufe (Land/Region, Auszeichnung, Verkäufe) | Verkäufe |
| ------------------------- | ---------------------------------------------------------------------- | -------- |
| Vereinigte Staaten (RIAA) | Gold                                                                   | 30.000   |
| Insgesamt                 | 1× Gold ·                                                              | 30.000   |

### Una Locura
| Land/Region          | Auszeichnungen für Musikverkäufe (Land/Region, Auszeichnung, Verkäufe) | Verkäufe |
| -------------------- | ---------------------------------------------------------------------- | -------- |
| Italien (FIMI)       | Gold                                                                   | 50.000   |
| Mexiko (AMPROFON)    | Diamant                                                                | 300.000  |
| Spanien (Promusicae) | 3× Platin                                                              | 180.000  |
| Zentralamerika (CFC) | Diamant                                                                | 350.000  |
| Insgesamt            | 1× Gold · 3× Platin · 2× Diamant ·                                     | 880.000  |

### No se da cuenta
| Land/Region          | Auszeichnungen für Musikverkäufe (Land/Region, Auszeichnung, Verkäufe) | Verkäufe |
| -------------------- | ---------------------------------------------------------------------- | -------- |
| Mexiko (AMPROFON)    | Gold                                                                   | 30.000   |
| Spanien (Promusicae) | Gold                                                                   | 30.000   |
| Insgesamt            | 2× Gold ·                                                              | 60.000   |

### Nena Buena
| Land/Region          | Auszeichnungen für Musikverkäufe (Land/Region, Auszeichnung, Verkäufe) | Verkäufe |
| -------------------- | ---------------------------------------------------------------------- | -------- |
| Spanien (Promusicae) | Gold                                                                   | 20.000   |
| Insgesamt            | 1× Gold ·                                                              | 20.000   |

### Antes
| Land/Region          | Auszeichnungen für Musikverkäufe (Land/Region, Auszeichnung, Verkäufe) | Verkäufe |
| -------------------- | ---------------------------------------------------------------------- | -------- |
| Spanien (Promusicae) | Platin                                                                 | 40.000   |
| Insgesamt            | 1× Platin ·                                                            | 40.000   |

### Los dioses
| Land/Region          | Auszeichnungen für Musikverkäufe (Land/Region, Auszeichnung, Verkäufe) | Verkäufe |
| -------------------- | ---------------------------------------------------------------------- | -------- |
| Spanien (Promusicae) | Gold                                                                   | 30.000   |
| Insgesamt            | 1× Gold ·                                                              | 30.000   |

### Eva Longoria
| Land/Region          | Auszeichnungen für Musikverkäufe (Land/Region, Auszeichnung, Verkäufe) | Verkäufe |
| -------------------- | ---------------------------------------------------------------------- | -------- |
| Spanien (Promusicae) | 2× Platin                                                              | 120.000  |
| Insgesamt            | 2× Platin ·                                                            | 120.000  |

### Pa ti estoy
| Land/Region          | Auszeichnungen für Musikverkäufe (Land/Region, Auszeichnung, Verkäufe) | Verkäufe |
| -------------------- | ---------------------------------------------------------------------- | -------- |
| Spanien (Promusicae) | Platin                                                                 | 60.000   |
| Insgesamt            | 1× Platin ·                                                            | 60.000   |

## Statistik und Quellen
| Land/RegionAuszeichnungen für Musikverkäufe (Land/Region, Auszeichnungen, Verkäufe, Quellen) | Gold       | Platin         | Diamant       | Verkäufe   | Quellen             |
| -------------------------------------------------------------------------------------------- | ---------- | -------------- | ------------- | ---------- | ------------------- |
| Argentinien (CAPIF)                                                                          | 3× Gold3   | —              | —             | 30.000     | Einzelnachweise     |
| Australien (ARIA)                                                                            | —          | 2× Platin2     | —             | 140.000    | aria.com.au         |
| Belgien (BRMA)                                                                               | —          | 2× Platin2     | —             | 80.000     | ultratop.be         |
| Brasilien (PMB)                                                                              | Gold1      | 6× Platin6     | 2× Diamant2   | 900.000    | pro-musicabr.org.br |
| Chile (IFPI)                                                                                 | 4× Gold4   | Platin1        | Diamant1      | 780.000    | profovi.cl CL2      |
| Dänemark (IFPI)                                                                              | —          | Platin1        | —             | 90.000     | ifpi.dk             |
| Deutschland (BVMI)                                                                           | Gold1      | Platin1        | —             | 600.000    | musikindustrie.de   |
| Ecuador (SOPROFON)                                                                           | —          | 3× Platin3     | —             | 18.000     | Einzelnachweise     |
| Frankreich (SNEP)                                                                            | 5× Gold5   | 2× Platin2     | 3× Diamant3   | 1.899.999  | snepmusique.com     |
| Indien (IMI)                                                                                 | —          | 13× Platin13   | —             | 1.560.000  | Einzelnachweise     |
| Italien (FIMI)                                                                               | 15× Gold15 | 31× Platin31   | —             | 2.690.000  | fimi.it             |
| Kanada (MC)                                                                                  | Gold1      | 8× Platin8     | —             | 680.000    | musiccanada.com     |
| Kolumbien (ASINCOL)                                                                          | Gold1      | 5× Platin5     | —             | 105.000    | Einzelnachweise     |
| Mexiko (AMPROFON)                                                                            | 17× Gold17 | 45× Platin45   | 11× Diamant11 | 6.450.000  | amprofon.com.mx     |
| Neuseeland (RMNZ)                                                                            | —          | 2× Platin2     | —             | 60.000     | radioscope.co.nz    |
| Norwegen (IFPI)                                                                              | —          | 2× Platin2     | —             | 120.000    | ifpi.no             |
| Österreich (IFPI)                                                                            | Gold1      | Platin1        | —             | 45.000     | ifpi.at             |
| Peru (UNIMPRO)                                                                               | —          | 3× Platin3     | —             | 18.000     | Einzelnachweise     |
| Polen (ZPAV)                                                                                 | —          | 5× Platin5     | —             | 190.000    | olis.pl             |
| Portugal (AFP)                                                                               | 5× Gold5   | 7× Platin7     | —             | 95.000     | Einzelnachweise     |
| Schweiz (IFPI)                                                                               | Gold1      | 2× Platin2     | —             | 50.000     | hitparade.ch        |
| Spanien (Promusicae)                                                                         | 33× Gold33 | 151× Platin151 | —             | 9.020.000  | elportaldemusica.es |
| Venezuela (APFV)                                                                             | —          | 2× Platin2     | —             | 20.000     | Einzelnachweise     |
| Vereinigte Staaten (RIAA)                                                                    | 10× Gold10 | 121× Platin121 | 29× Diamant29 | 31.710.000 | riaa.com            |
| Vereinigtes Königreich (BPI)                                                                 | —          | Platin1        | —             | 600.000    | bpi.co.uk           |
| Zentralamerika (CFC)                                                                         | Gold1      | 9× Platin9     | Diamant1      | 1.015.000  | cfc-musica.com      |
| Insgesamt                                                                                    | 98× Gold98 | 426× Platin426 | 49× Diamant49 |            |                     |